# 牟玉昌
牟玉昌（1963年4月—），男，汉族，山东潍坊人。中国共产党党员，副总警监警衔，现任中国人民警察大学党委书记。原中国人民武装警察部队将领，长期在公安边防部队任职。第十三届全国人民代表大会代表（广西壮族自治区代表团）。

## 履历
- 历任公安部政治部人事训练局现役干部处处长、公安部人事训练局副军职调研员[4]、公安部政治部现役工作办公室主任。
- 2015年12月任公安部边防管理局政治委员、党委书记。[5][6][7]
- 2019年10月12日，经中央批准，任中国人民警察大学党委书记，明确为副部长级[1]。

## 警衔
- 2012年7月晋升为武警少将警衔。[8]
- 2019年10月授予副总警监警衔。[1]